# État de Bauchi
Cet article concerne l’État nigérien. Pour la ville, voir Bauchi.
L'État de Bauchi est un État situé dans le nord-est du Nigeria, créé le 3 février 1976.

## Histoire
Cet État a été créé en 1976 lors du découpage de l'État du Nord-Est (en) en trois parties : Bauchi, Borno et Gongola (en).
En 1996 huit LGA de l'est (Akko, Balanga, Billiri, Dukku, Gombe, Kaltungo, Nafada et Yamaitu Deba) sont extraites pour former l'État de Gombe. Il ne reste plus alors que quatorze LGA : Alkaleri, Bauchi, Darazo, Dass, Ganjuwa, Gamawa, Itas-Gadau, Jama'are, Katagun, Misau, Ningi, Shira, Tafawa Balewa, Toro et Zaki.

## Géographie
L'état de Bauchi est bordé à l'ouest par les États de Kaduna, Kano et Jigawa ; à l'est par les États de Yobe et Gombe ; et au sud par les États de Taraba et Plateau
| Kano   | Jigawa         | Yobe   |
| Kano   | État de Bauchi | Gombe  |
| Kaduna | Plateau        | Taraba |

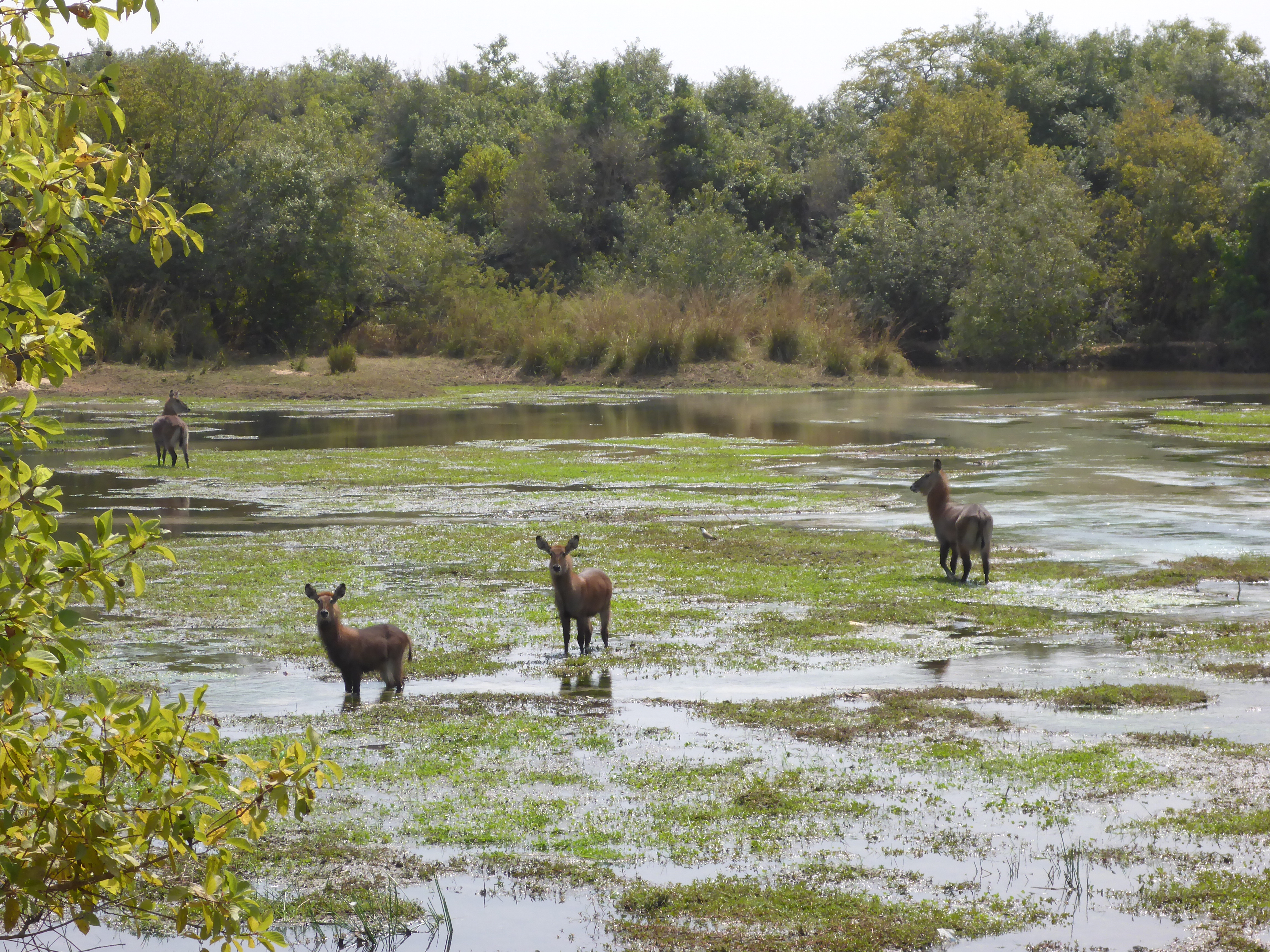
Parc national de Yankari.

Le climat est de type tropical, caractérisé par deux saisons : l'une sèche d'octobre à avril, et une humide de mai à septembre.

## Divisions
L'état est divisé en 20 zones de gouvernement local : Alkaleri, Bauchi, Bogoro, Damban, Darazo, Dass, Gamawa, Ganjuwa, Giade, Itas-Gadau, Jama'are, Katagun, Kirfi, Misau, Ningi, Shira, Tafawa-Balewa, Toro, Warji et Zaki.

## Économie
Une partie prépondérante de la population active est employée dans l'agriculture. Les conditions climatiques et écologiques permettent la culture des pommes de terre, du maïs, du millet et du riz. L'élevage de bétail est aussi une branche importante de l'économie.

## Culture
Comme souvent au Nigeria la population de l'état est divisée en de nombreuses ethnies dont les principales sont : Gerawa, Ningawa (Tera Ningawa), Haoussa, Fulani et Tangale. On trouve aussi des concentrations importantes dans certaines LGA : Bajar (Dass), Sawaya (Tafawa Balewa), Ganji Makwi/Kare-Kare (Misau), Badawa (Gamawa), Zilawa et Zarandawa (Bauchi).

## Gouverneurs
| Nom                  | Début             | Fin               | Statut         | Parti                             |
| -------------------- | ----------------- | ----------------- | -------------- | --------------------------------- |
| Mohammed Kaliel      | Mars 1976         | Juillet 1978      | Gouverneur     |                                   |
| Garba Duba           | Juillet 1978      | Octobre 1979      | Gouverneur     |                                   |
| Tatari Ali           | Octobre 1979      | Décembre 1983     | Gouverneur     | Parti national du Nigeria         |
| M.S. Sani            | Janvier 1984      | Août 1985         | Gouverneur     |                                   |
| Chris Gabuka         | Août 1985         | Décembre 1987     | Gouverneur     |                                   |
| Joshua Madaki        | Décembre 1987     | Août 1990         | Gouverneur     |                                   |
| Abu Ali              | Août 1990         | Janvier 1992      | Gouverneur     |                                   |
| Dahiru Mohammed      | Janvier 1992      | Novembre 1993     | Gouverneur     | Convention républicaine nationale |
| James Kalau          | 9 décembre 1993   | 14 septembre 1994 | Administrateur |                                   |
| Rasheed A. Raji      | 14 septembre 1994 | 22 août 1996      | Administrateur |                                   |
| Theophilus Bamigboye | 22 août 1996      | Août 1998         | Administrateur |                                   |
| Abdul Mshelia        | Août 1998         | Mai 1999          | Administrateur |                                   |
| Admau Muazu          | 29 mai 1999       |                   | Gouverneur     | Parti démocratique populaire      |